# Gustav Lange (Komponist, 1830)

Gustav Lange (um 1875)

Gustav Lange (* 13. August 1830 in Schwerstedt; † 20. Juli 1889 in Wernigerode) war ein deutscher Komponist der Romantik.

## Leben und Werk
Gustav Lange wurde bereits als Kind von seinem Vater in Klavier und Orgel unterrichtet. Später studierte er am Erfurter Konservatorium Klavier, Orgel, Generalbass und Komposition. Von seinen Erfolgen als Komponist in den 1860er-Jahren ermuntert, komponierte Lange an die 500 Klavierwerke, darunter Fantasien, Märsche, Polonaisen, Mazurken und Transkriptionen berühmter Werke von Wolfgang Amadeus Mozart, Anton Rubinstein u. a. Die meisten seiner Stücke sind der Salonmusik zuzuordnen und weisen somit einen nicht allzu hohen Schwierigkeitsgrad auf. Das Klavierstück Edelweiß (op. 31) und das Blumenlied (op. 39) sind die heute noch bekanntesten Werke des Komponisten.